# Oliver Künzi
Oliver Künzi (26 novembre 1966) è un ex sciatore alpino svizzero.

## Biografia
Künzi, slalomista puro originario di Adelboden, in Coppa del Mondo ottenne il primo piazzamento il 29 novembre 1992 a Sestriere (15º) e pochi giorni conquistò i suoi migliori risultati nel circuito, i quinti posti del 6 dicembre a Val-d'Isère e del 15 dicembre a Madonna di Campiglio. Si ritirò al termine della stagione 1993-1994 e il suo ultimo piazzamento in Coppa del Mondo fu il 17º posto ottenuto il 6 febbraio a Garmisch-Partenkirchen; non prese parte a rassegne olimpiche o iridate.

## Palmarès

### Coppa del Mondo
- Miglior piazzamento in classifica generale: 47º nel 1993

### Coppa Europa
- Miglior piazzamento in classifica generale: 6º nel 1994

### Campionati svizzeri
- 1 medaglia (dati parziali):
  - 1 oro (slalom speciale[senza fonte] nel 1992)